# Pierre Pascal (iraniste)
Pour les articles homonymes, voir Pierre Pascal (homonymie) et Pascal.
Pierre Pascal (né le 16 avril 1909 à Mons-en-Barœul et mort le 13 janvier 1990 à Rome) est un poète, écrivain et iraniste français.

## Biographie
Pierre Pascal est le fils de Paul Pascal, chimiste spécialisé dans la chimie inorganique et métallurgique, et descendant du marquis de Rougeville. Diplômé de l’École des Langues Orientales, s’était passionné pour la poésie japonaise à la suite d’une année passée au Japon avec son père, alors qu’il était adolescent.
Après avoir commencé une carrière militaire, en 1933 il fonda la revue Eurydice et la maison d'édition Éditions du Trident, proche des milieux royalistes et de Charles Maurras. Il fut la cheville ouvrière des accords franco-italiens de janvier 1935, dit Laval-Mussolini.
Durant l’occupation allemande, il fut rédacteur en chef de La Voix de la France et inspecteur général à la radio du gouvernement de Vichy. À ce titre, condamné par contumace aux travaux forcés à perpétuité, il quitta la France en 1944 pour se réfugier, en Italie, au Vittoriale degli italiani en avril 1945 et puis à Rome. Il demeura jusqu'à sa mort en son exil romain. Dans l'après-guerre il fut nommé chancelier de l'ambassade Impériale de l'Iran près le Saint-Siège, où il resta pour environ dix ans. À Rome, il créa, avec l'architecte Luigi Moretti, une nouvelle maison d’édition : les Éditions du Cœur Fidèle.
Il a collaboré à plusieurs magazines tels que Dante, L'Âge Nouveau, L'Appel, La Phalange, Nouvelle École et Lecture et Tradition. Pierre Pascal fut aussi un fidèle ami de Julius Evola, René Guénon, Henry de Montherlant et Yukio Mishima. Ses poèmes dans le style japonais (tankas et haïkus composés en français), réunis sous le titre In morte di un samouraï, ont été mis en musique par Maurice Delage en 1950.

## Œuvres
- Ode triomphale en l'honneur de la troisième Rome et du Duce, protecteur des moissons, des cités et des arts latins, préambule de Havier de Magallon, Paris, Éditions du Trident, 1934.
- Pean naval pour célébrer la naissance du croiseur-cuirassé Dunkerque et son augural baptême, Paris, Éditions du Trident, 1935.
- Ode liturgique à Paris citadelle des justes arche de paix capitale du royaume, frontispice de Maxime Real Del Sarte, Paris, Aux Éditions du Trident, 1937.
- Éloge perpétuel de la Sybylle d'Érythrée et de César Auguste, fondateur de l'Empire : précédé du Tombeau séculaire de Pierre de Nolhac, traduction de Mario Ronchetti; préambule de Xavier de Magallon, poèmes liminaires d'un Italien et de Joseph Rouault; Le chant millénaire de Jacques Vinour, Paris, Éditions du Trident, 1938.
- Pierre Pascal, Chant funèbre pour les cadets de l'Alcazar, Clermont-Ferrand, F. Sorlot, 1941.
- Mussolini alla vigilia della sua morte e l'Europa : colloquio con il poeta francese Pierre Pascal (2 aprile 1945), Rome, L'arnia, 1948.
- In morte di un Samurai ; seguito da l'Apologia per un fiore di Camelia bianca, Rome, Diamante, 1950.
- Le livre de Job: épopée biblique en 42 chapitres, à la gloire de la sainte bienheureuse patience, aujourd'hui paraphrasée en vers par Pierre Pascal, d'après les textes conjoints des 70 et de la Vulgate, embellie avec les 21 illustrations gravées sur cuivre, que William Blake consacra au plus sublime des livres poétiques, préface de Gilbert Keith Chesterton, Rome, Par les éditions du Cœur fidèle, 1967.
- Yukio Mishima, Sole e acciaio, préface de Pierre Pascal, Milan, Edizioni del Borghese, 1972.
- Hanayama, Shinshō, La Voie de l'éternité, Comment surent mourir les criminels de guerre japonais, traduction du japonais et commentaires de Pierre Pascal ; Paris, Guy Le Prat, éditeur, 1973.
- Discours sur les abominations de la Nouvelle Église, préface de József Mindszenty, Bruxelles, Éditions du Baucens, 1976.
- Maurras: Honori et Vindictae Sacrum, Chiré en Montreuil, Éditions de Chiré, 1986.
- Risoluzione aritmetica del Memento mori cifrato di santa Teresa d'Avila. Insieme alla primissima Cantio sanctae Teresiae, La Spezia, Edizioni del Tridente, 1978.

## Prix
- 1935 - Prix Paul Verlaine de la Maison de la poésie[6].
- 1936 - Prix Saint-Cricq-Theis de l'Académie française pour Dunkerque, croiseur cuirassé[7].
- 1940 - Prix Max-Barthou de l'Académie française[8].